# Parafia Matki Bożej Wspomożenia Wiernych w Przyłękowie
Parafia Matki Bożej Wspomożenia Wiernych w Przyłękowie – parafia rzymskokatolicka znajdująca się w Przyłękowie. Należy do dekanatu Żywiec diecezji bielsko-żywieckiej. Prowadzą ją salezjanie.
Parafia została erygowana 2 lutego 1985 roku dekretem kard. Franciszka Macharskiego. 
W 1993 roku wzniesiono kaplicę filialną pw. Świętej Rodziny w Świnnej-Komarniku, która 8 kwietnia 2018 roku została przekazana parafii Matki Bożej Nieustającej Pomocy w Świnnej. 
Odpust odbywa się tu pierwszą niedzielę po 24 maja, oraz w niedzielę po 22 lipca.